# Alexander Nikolajewitsch Golizyn
Alexander Nikolajewitsch Golizyn (russisch Александр Николаевич Голицын; geb. 8./19. Dezember 1773 in Moskau; gest. 22. November 1844/4. Dezember 1844 auf Gut Gaspra, Jalta) war ein Staatsmann des Russischen Reiches, Jugendfreund des Zaren Alexander I. und dessen einflussreicher Freund und Ratgeber. Er wurde 1803 zum Oberprokurator des Heiligen Synod und 1817 zum Minister der Nachfolgebehörde, des Ministeriums für Volksaufklärung und Geistliche Angelegenheiten ernannt, das er bis 1824 leitete.

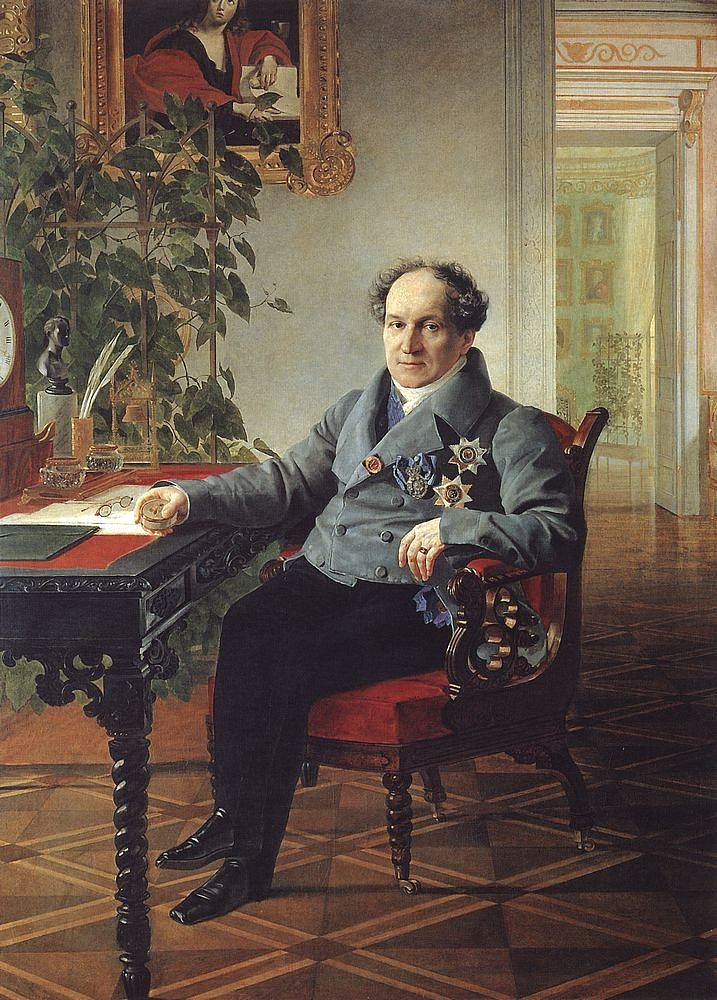
Fürst Alexander Golizyn als Mitglied des Staatsrats, Gemälde von Karl Pawlowitsch Brjullow, 1840

## Leben

### Herkunft und Erziehung
Alexander Golizyn entstammte einer Bojaren- und Fürstenfamilie Russlands, die ihre Ursprünge im jagellonischen Litauen hatte. Golizyn war seit seiner Zeit im Pagenkorps von St. Petersburg (1783–1794) von Jugend an mit den drei bzw. zwölf Jahre jüngeren Großfürsten, d. h. Thronaspiranten, Alexander, den späteren Kaisern Alexander I., 1777–1825, und Nikolaus (Nikolaus I.), 1796–1855, befreundet. Seine körperliche Behinderung machte er durch scharfen Verstand, Geist und ein großes schauspielerisches und stimmliches Geschick in der Nachahmung anderer und gute reiterliche Fähigkeiten wett. Im Anschluss an das Pagenkorps trat er 1794 als Leutnant in das renommierte Preobrashenski-Regiment ein, das er jedoch nicht zur Zufriedenheit des Kaisers führte und 1796 durch Alexej Andrejewitsch Araktschejew ersetzt wurde, sehr zum Entsetzen des Offizierskorps.

### Karriere unter Paul I.: Kammerherr
1799 wurde er in den Rang eines Kämmerers befördert und im selben Jahr zum Kommandeur des Johanniterordens ernannt. Im selben Jahr wurde er jedoch von Kaiser Paul I. aus unbekannten Gründen aus St. Petersburg ausgewiesen.

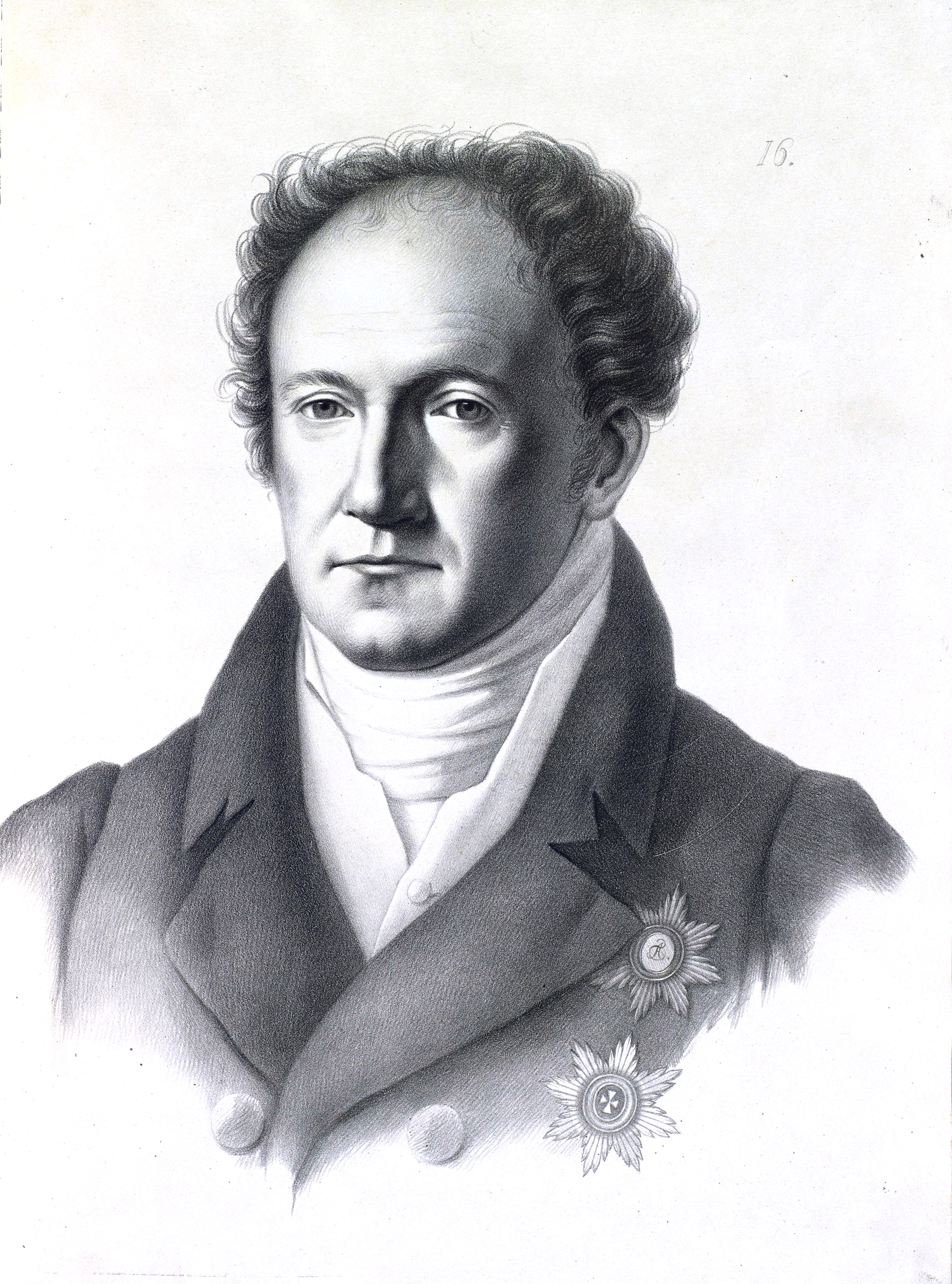
Fürst A.N. Golizyn; Gustav Adolf Hippius, 1822

Auf Golizyns ausgeprägte homosexuelle Neigungen spielte Puschkin in einem satirischen Gedicht an.

### Karriere unter Alexander I.: Leiter der Religionsbehörde, Mitglied des Staatsrates
Als Alexander I. 1802 die Regierung antrat, ernannte er Golizyn, obwohl dieser Anhänger der Aufklärung und als überzeugter Rationalist religiös indifferent war, zum Hauptprokurator der I. und später der III. Abteilung des Senats und, auf Drängen des Zaren, zum Hauptprokurator des Heiligen Synod, der staatlichen Aufsichtsbehörde über die Orthodoxe Kirche am Regierungssitz in St. Petersburg. 1810 wurde er, unter Beibehaltung seiner früheren Position, zusätzlich zuständig für die nicht-orthodoxen Konfessionen des Reiches (Lutheraner, Calvinisten, Altgläubige, Bibelforscher und andere Sekten, Juden, Katholiken, Muslime usw.), außerdem 1816 Minister für das öffentliche Unterrichtswesen.
Seit 1810 war Golizyn Mitglied des Staatsrates und 1839–1841 Vorsitzender der Generalversammlungen. Er leitete die Philanthropische Gesellschaft, beteiligte sich an der Organisation des Gefängniswesens und anderen philanthropischen Bestrebungen. Neben seinem Ministerium verwaltete Fürst Galizin im Jahre 1819 interimistisch das Ministerium des Innern und einige Male in Abwesenheit des Fürsten Wolkonski auch die Administration des Hofes („Ministerium des Kaiserlichen Hofes“). In der Phase der zunehmenden Selbstisolierung des Zaren, der nach den Napoleonischen Kriegen fast nur noch über seinen „Großwesir“ Araktschejew zu erreichen war, dem er seinen gesamten Schriftverkehr anvertraute und der den Zugang zu ihm kontrollierte, gehörte neben Araktschejew selbst und dem Fürsten Nikita Grigorjewitsch Wolkonski nur noch Golizyn zu den wenigen engen Vertrauten des Zaren.
Die Beschäftigung mit den religiösen Inhalten in seinem neuen Wirkungskreis veränderte die Einstellung des alten Epikuräers und Voltairianers, der noch ganz in der Tradition Katharinas I. stand, zu Kirche und Religion, so dass er allmählich eine, nicht nur der orthodoxen Staatskirche gegenüber, verständnisvolle Haltung einnahm, die auch die Bibelgesellschaften, Sekten und den ausländischen Konfessionen wie etwa das evangelische und katholische Bekenntnis, das in Est- und Livland ausgeübt wurde, „gleich gerecht und wohlwollend“ einschloss, aber auch den muslimischen und jüdischen Bevölkerungsteil der Reichs, wo Golizyn vor allem in Fragen der konfessionellen Mischehen eine neutrale Position einnahm.
Golizyn fiel es leicht, dem Zaren auch komplizierte theologischen Fragen zu erklären, obwohl er die Religionsgeschichte nur oberflächlich kannte und er persönlich, wie auch Alexander selbst, eine starke Neigung zum Mystizismus hatte.

### Leiter des Kultusministeriums
Als die beiden Abteilungen für „Geistliche Angelegenheiten“ und „Öffentliche Bildung“ 1817 zum „Ministerium für Geistliche Angelegenheiten und Öffentliche Bildung“ zusammengefasst wurden, wurde Golizyn der Leiter des letzteren, wurde aber vom Posten des Ober-Prokurators entbunden. So wie man dem aufgeklärten Rationalisten und Spötter die oberste Leitung der russischen Kirchenbehörde übertragen hatte, so legte der Kaiser nun dem Mann, der selbst nie eine fundierte Bildung genossen hatte, als seinem Vertrauten nun auch die obersten Schul- und Hochschulangelegenheiten in die Hände.

#### Die Bibelgesellschaften, mystische Neigungen
Neben der Reform der theologischen Schulen gründete Fürst Golizyn – mit Billigung des Zaren – die russische Bibelgesellschaft, deren Präsident er war und die sich die Verbreitung der Bibel im Russischen Reich zum Zweck gesetzt hatte, wozu er 400.000 Bibeln drucken und verteilen ließ. Die Mystikerin und Vertraute des Zaren Alexander, Juliane von Krüdener (gest. 1824), sowie der pietistisch inspirierte Arzt und Schriftsteller Johann Heinrich Jung-Stilling zählten zu seinem Kreis, der wiederum großen Einfluss auf den Zaren hatte. Die Bibelgesellschaft nahm über ihre Mitarbeiter auch Einfluss auf die höhere Bildung, die strikte religiöse Vorgaben zu Lehr- und Lerninhalten und Eignung der Studenten wie Professoren zugrunde legten. Golizyn, der die Frömmigkeit als Grundlage wahrer Aufklärung ansah, schlug nach den Erfahrungen der Französischen Revolution und unter dem Eindruck der Demagogenverfolgung einen Kurs der Klerikalisierung der Bildung ein, der unter seiner Führung von Magnitsky und Runitsch eifrig verfolgt wurde.
Um das weit verbreitete Analphabetentum zu beheben, wurden die sog. Lancasterschulen eingeführt, die aus Ersparnisgründen weitgehend auf wechselseitigem Unterricht ohne Einsatz von Lehrern beruhten; sie kamen – unabhängig von seinem Ministerium – zugleich auch in den Militärkolonien von General Araktschejew zum Einsatz.

„Obwohl die Bibelgesellschaften oft mit erzieherischem Obskurantismus gleichgesetzt wurden, so trugen sie doch enorm zur Verbreitung der allgemeinen Lese- und Schreibfähigkeit bei. Wie in England und auf dem Kontinent, war die Bibelgesellschaft auch in Russland eng mit dem System der Lancasterschulen verbunden.“

#### Zensur und Demagogenverfolgung
Der zeitgenössischen Literatur stand er misstrauisch gegenüber, was sich in der Strenge der Zensur ausdrückte.

„Aus allem Obigen wird man die Denkweise des Fürsten in Kultussachen [Religionsangelegenheiten] ungefähr ermessen können und ihm nicht das Zeugniß versagen , daß er als Kultusminister auf der Höhe seines Berufs stand. Nicht ganz dasselbe konnte man von ihm als Minister der Volksaufklärung sagen. Ein Minister der Volksaufklärung, welcher selber nicht einen hohen Grad von Erudition und keine eigene durchgreifende Initiative besitzt , muß wenigstens einen sehr tüchtigen Departementschef zur Seite haben, den er gewähren lassen kann. Den Mangel eines solchen hat Fürst Galitzin schwer gebüßt.“

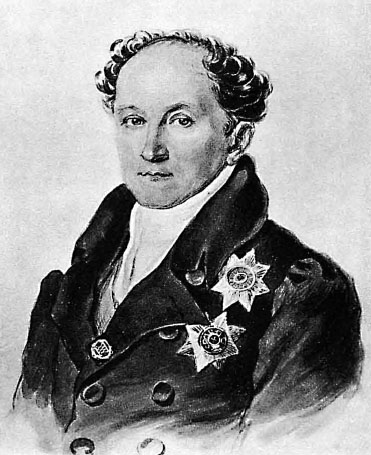
Fürst Alexander Nikolaewitsch Golizyn, um 1825

In Bezug auf die Universitäten hat Golizyn nur die Universität Dorpat unter ihrem Kurator Graf Karl von Lieven gefördert. Die 1817 bzw. 1819 eingerichteten Hochschulen in Odessa und St. Petersburg waren vor seiner Zeit entstanden, wurden aber, von seinen Mitarbeitern Magnitzky und Runitsch zu Brutstätten des Unglaubens und der revolutionären Gesinnung erklärt und mit zum Teil kleinlichsten Auflagen hinsichtlich Sitte, Moral, Lektüre usw., so auch Weingenuss, schikaniert; Widerspenstige wurden zu den Soldaten eingezogen, d. h. zu 25-jährigem Dienst in der Armee, so dass bald ein Mangel an geeigneten Kandidaten für den Staatsdienst entstand. Die Folge war ein zunehmender Zustrom ausländischer, oft baltendeutscher bzw. baltenrussischer, Akademiker, denen man notgedrungen hohe finanzielle Anreize und eine gewisse Lehrfreiheit zugestehen musste.

### Entlassung als Kultusminister und Tätigkeit als Generalpostdirektor
Im Jahr 1824 wurde Golizyn im Verlauf einer Intrige von der konservativen Geistlichkeit in Gestalt des Metropoliten Seraphim, der ihm die Duldung westlicher Konfessionen vorwarf, dem General Alexei Araktschejew, der auf Golizyns Einfluss beim Zaren eifersüchtig war, und seinem eigenen Mitarbeiter, dem nationalistischen Publizisten und Vertrauten Alexanders, Magnitzky, der seinen Chef im Amt beerben wollte, gestürzt und als Generalpostdirektor aufs politische Abstellgleis geschoben. Golizyns Sturz führte in der St. Petersburger Gesellschaft zu Unruhe, da man einen Machtzuwachs des bereits allgewaltigen „Großwesirs“ Araktschejew befürchtete, dessen Brutalität bei der Einrichtung und Führung der Militärkolonien sich durch Berichte und Spottlieder herumgesprochen hatte.

Sein Nachfolger wurde der ehrgeizige Magnitzky, der umgehend Golizyns Reformen zurücknahm, die Lehrfreiheit der Universitäten beschnitt und eine strenge staatliche Aufsicht über Schulen und universitäre Lehre ausübte, bis hin zur beabsichtigten Schließung der neu gegründeten Universität Kasan, die ihm wegen ihrer Widersetzlichkeit und mangelnden Frömmigkeit ein Dorn im Auge war. Später veranlasste Magnitzky die Herausgabe einer Zeitschrift, deren Hauptinhalt es war, 
„die westliche Kultur zu bekämpfen und den Russen ihre Zuneigung zum Westen vorzuwerfen. Eine Wohlthat für Rußland sei die Zeit des tatarischen Jochs gewesen, welches Rußland Jahrhunderte lang von der Berührung mit dem Westen fern gehalten und dadurch in Rußland das Christenthum in seiner Reinheit erhalten habe.“ 
Erst nach Magnitzkys Entmachtung im Jahr 1825 entspannte sich die Lage.
Kaiser Alexander hatte Golizyn seinen personellen Missgriff schon im Jahr 1819 vorhergesagt, als ihm dieser Magnitzky als Kurator des Kasanschen Lehrbezirks vorschlug:

„Kaiser (Alexander): Wohlan! Ich habe den Grundsatz, meinen Ministern die Wahl ihrer Untergebenen zu überlassen, aber eines sage ich Dir voraus, Magnitzky wird der erste Denunziant gegen Dich sein (онъ будетъ первый на тебя доносчикъ).“

### Alter, Krankheit und Tod
Politisch kaltgestellt und im Alter immer mystisch-frömmer geworden, genoss Golizyn doch weiterhin hohes Ansehen bei Hof. Wenn das Kaiserpaar verreiste, vertraute es ihm seine Kinder an, wie schon sein Vorfahr Michail Michailowitsch Golizyn (der Ältere) die Kindheit Peters des Großen als Stolnik (Truchsess) beaufsichtigt und den fünfjährigen Peter auf seinen Armen ins Troizki-Kloster gerettet hatte.
Golizyn wurde 1826 Ritter des Wladimirordens erster Klasse sowie des Andreasordens, zwei Jahre darauf des Andreasordens in Brillanten, dann Inhaber des Kaiserlichen Portraits, wirklicher Geheimrat erster Klasse (Feldmarschallsrang) und Kanzler der russischen Orden. Der König von Preußen verlieh ihm den schwarzen Adlerorden. Er präsidierte zudem 1839–1841 den allgemeinen Versammlungen des Reichsrats.
Im Alter unterzog er sich in Kiew einer geglückten Operation am Grauen Star und siedelte nach seiner Entlassung aus den Ämtern 1843 aus klimatischen Gründen auf sein Gut Gaspra auf der Krim (heute Stadtteil von Jalta) um. Der Fürst, dem seine Stiefschwester den Haushalt führte, starb 1844 kinderlos „an der Brustwassersucht“ (Serothorax).